# Lucia van Rügen
Lucia van Rügen (gestorven op een 12 februari tussen 1208 en 1231) was groothertogin-gemalin van Polen.

## Levensloop
Lucia was de dochter van prins Jaromar I van Rügen en Hildegard van Denemarken, een dochter van koning Knoet V van Denemarken. 
In het jaar 1186 werd ze uitgehuwelijkt aan Wladislaus III Spillebeen, de jongste zoon van Mieszko III, hertog van Groot-Polen en van 1173 tot 1177, van 1198 tot 1199 en voor enkele maanden in 1202 groothertog van Polen. Via dit huwelijk trachtte Mieszko zijn belangen in Voor-Pommeren, waar Rügen zich bevond, en Denemarken te doen toenemen. Het huwelijk bleef kinderloos. Ook had haar man vele minnaressen.
Van 1202 tot 1206 en van 1227 tot 1229 was haar man groothertog van Polen. Het enige bekende van haar periode in Polen was dat Lucia in 1208 betrokken was bij de doop van het jongste kind van Hendrik I, de hertog van Silezië en samen met haar man zou ze bij deze doop aanwezig zijn geweest.
Haar overlijdensjaar wordt door historici betwist. Het is wel geweten dat ze op een 12 februari stierf. Ook is het onbekend waar ze precies begraven werd.